# Kirsten Clark
Kirsten Lee Clark (Portland, 23 aprile 1977) è un'ex sciatrice alpina statunitense.

## Biografia

### Stagioni 1994-1996
Atleta specialista delle prove veloci e dello slalom gigante originaria di Raymond, in attività tra la metà degli anni novanta e l'inizio del decennio successivo, Kirsten Clark debuttò in campo internazionale in occasione dei Mondiali juniores di Lake Placid 1994. In Nor-Am Cup esordì il 20 novembre 1994 a Winter Park, senza completare uno slalom speciale, e ottenne il primo podio il 3 gennaio 1995 a Sugarloaf, in slalom gigante (3ª).
Il 16 novembre 1995 prese parte alla sua prima gara di Coppa del Mondo, il supergigante di Vail/Beaver Creek, senza portarla a termine; il 15 dicembre dello stesso anno colse a Big Mountain la sua prima vittoria in Nor-Am Cup, in discesa libera.

### Stagioni 1997-2001
In Coppa Europa esordì il 31 gennaio 1996 a Innerkrems (10ª in discesa libera) e colse il suo unico podio il 22 gennaio 1997 a Bischofswiesen (3ª in slalom gigante). Nel febbraio dello stesso anno alla sua prima presenza iridata, Sestriere 1997, fu 24ª nel supergigante e non completò lo slalom gigante, mentre poco più tardi, il 13 marzo a Mission Ridge, ottenne la sua ultima vittoria in Nor-Am Cup, in slalom gigante. Debuttò ai Giochi olimpici invernali a Nagano 1998, classificandosi 28ª nella discesa libera, 18ª nella combinata e non completando il supergigante.
Ai Mondiali di Vail/Beaver Creek 1999 fu 16ª nella discesa libera e 22ª nello slalom gigante, mentre due anni dopo, nella rassegna iridata di Sankt Anton am Arlberg 2001, si classificò 12ª nella discesa libera, 9ª nel supergigante, 20ª nello slalom gigante e 10ª nella combinata. Il 24 febbraio dello stesso anno ottenne la sua unica vittoria, nonché primo podio, in Coppa del Mondo, nella discesa libera disputata a Lenzerheide in Svizzera.

### Stagioni 2002-2003
Nella stagione 2001-2002 ottenne il suo ultimo podio in Nor-Am Cup, il 5 dicembre a Lake Louise in supergigante (2ª), e partecipò ai XIX Giochi olimpici invernali di Salt Lake City 2002, piazzandosi 12ª nella discesa libera, 14ª nel supergigante e 26ª nello slalom gigante.
La sciatrice statunitense conquistò la medaglia d'argento nel supergigante, giungendo alle spalle dell'austriaca Michaela Dorfmeister, ai Mondiali del 2003 che si svolsero a Sankt Moritz; nella rassegna iridata disputata sulle nevi svizzere fu inoltre 19ª nella discesa libera e non completò lo slalom gigante. In Coppa del Mondo quella stagione fu la migliore della sua carriera, con quattro podi, il 9º posto nella classifica generale e il 3º in quella di discesa libera.

### Stagioni 2004-2007
Il 27 dicembre 2003 a Lienz salì per l'ultima volta sul podio in Coppa del Mondo (3ª in slalom gigante) e ai Mondiali di Bormio/Santa Caterina Valfurva del 1985 fu 10ª nell'unica gara in cui prese il via, il supergigante. I XX Giochi olimpici invernali di Torino 2006 furono il suo congedo olimpico: fu 21ª nella discesa libera e 14ª nel supergigante.
Anche ai suoi ultimi Mondiali, Åre 2007, gareggiò nelle due specialità veloci, classificandosi rispettivamente al 15º e al 20º posto. Disputò la sua ultima gara in carriera il 4 marzo 2007 a Tarvisio, concludendo 35ª il supergigante valido per la Coppa del Mondo, e si congedò dal Circo bianco in occasione delle finali di Lenzerheide, il 14 marzo, senza tuttavia prendere il via alla gara di discesa libera. È sposata con l'ex sciatore e allenatore Andreas Rickenbach.

## Palmarès

### Mondiali
- 1 medaglia
  - 1 argento (supergigante a Sankt Moritz 2003)

### Coppa del Mondo
- Miglior piazzamento in classifica generale: 9ª nel 2003
- 8 podi:
  - 1 vittoria
  - 1 secondo posto
  - 6 terzi posti

#### Coppa del Mondo - vittorie
| Data             | Località    | Paese    | Specialità |
| ---------------- | ----------- | -------- | ---------- |
| 24 febbraio 2001 | Lenzerheide | Svizzera | DH         |

Legenda:

DH = discesa libera

### Coppa Europa
- Miglior piazzamento in classifica generale: 116ª nel 1999
- 1 podio:
  - 1 terzo posto

### Nor-Am Cup
- Miglior piazzamento in classifica generale: 10ª nel 1997
- Vincitrice della classifica di slalom gigante nel 1997
- 8 podi:
  - 4 vittorie
  - 2 secondi posti
  - 7 terzi posti

#### Nor-Am Cup - vittorie
| Data             | Località      | Paese       | Specialità |
| ---------------- | ------------- | ----------- | ---------- |
| 15 dicembre 1995 | Big Mountain  | Stati Uniti | DH         |
| 4 gennaio 1996   | Attitash      | Stati Uniti | GS         |
| 12 marzo 1997    | Mission Ridge | Stati Uniti | GS         |
| 13 marzo 1997    | Mission Ridge | Stati Uniti | GS         |

Legenda:

DH = discesa libera

GS = slalom gigante

### Campionati statunitensi
- 13 medaglie (dati parziali fino alla stagione 1994-1995)[2]:
  - 7 ori (combinata nel 1996; discesa libera nel 1998; discesa libera nel 1999; discesa libera, supergigante nel 2000; discesa libera nel 2001; discesa libera nel 2006)
  - 4 argenti (slalom gigante nel 1996; supergigante, slalom gigante nel 2001; supergigante nel 2006)
  - 2 bronzi (supergigante nel 1997; supergigante nel 2005)